# زیگمار گابریل
زیگمار گابریل (انگلیسی: Sigmar Gabriel؛ زادهٔ ۱۲ سپتامبر ۱۹۵۹) یک سیاست‌مدار اهل آلمان از حزب سوسیال دموکرات این کشور است. وی از سال ۲۰۱۳ تا ۲۰۱۷ وزیر اقتصاد و معاون صدراعظم آلمان و از ژانویه ۲۰۱۷ تا مارس ۲۰۱۸ نیز وزیر امور خارجه بود. گابریل از سال ۲۰۰۹ تا ۲۰۱۷ رهبر حزب سوسیال دموکرات آلمان بود که طولانی‌ترین مدت رهبری بر این حزب را بعد از ویلی برانت داراست. وی در روز ۲۵ ژانویه ۲۰۱۷ از رهبری حزب کناره‌گیری کرده و رهبری آن را به مارتین شولتس، رئیس سابق پارلمان اروپا سپرد تا زمینه برای کاندیداتوری شولتس برای مقام صدراعظمی در انتخابات فدرال سال ۲۰۱۷ فراهم شود.

## سفر به ایران
پس از انعقاد برجام، در ۲۸ تیر ۱۳۹۴، گابریل در رأس هیئتی بلندپایه به ایران سفر کرده و با مقامات اجرایی ایران دیدار کرد.